# 向宁
向宁（？—？），子姓，向氏，名宁，宋国左师向戌的儿子。
前524年，邾国入侵鄅国。 鄅国国君的夫人，是宋国向戌的女儿，所以向宁请求出兵。前523年二月，宋元公进攻邾国，包围虫地。三月，占取虫地，就把鄅国的俘虏全部放了回去。
前522年，因为宋元公不讲信用、私心很多，又讨厌华氏和向氏。华定、华亥和向宁策划说：“逃亡比死强，先下手吗？”六月十六日，华氏将太子栾和母弟辰、公子地作为人质，宋元公则将华亥的儿子华无慼、向宁的儿子向罗、华定的儿子华启作为人质，与华氏结盟。
宋元公夫妇每天到华氏那里，让公子们吃完以后才回去。华亥担心，想要让公子们回去。向宁说：“正因为国君无信，所以把他儿子们作为人质。如果让他们回去，我们离死不远了。”宋元公向大司马华费遂请求，准备攻打华氏，杀了华氏、向氏的人质。十月十三日，华亥、向宁逃亡到陈国，华登逃亡到吴国。向宁想要杀死太子，华亥说：“触犯国君出逃，又杀了他的儿子，谁还能接纳我们？放他们回去还有功。”华亥派庶兄少司寇华牼带着公子们回去。
前521年五月十四日，华费遂的儿子華杀了兄弟华多僚，劫持了华费遂叛变，召集逃亡的人。五月二十日，华氏、向氏（华亥、向宁、华定）从陈国回到宋国南里以叛。前520年二月廿一日，华氏失败，在楚平王的保全下，宋国释放华亥、向宁、华定、华貙、华登、皇奄伤、省臧、士平逃亡楚国。逃亡楚国。